# 프리드리히 뢰플러

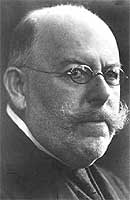
프리드리히 뢰플러

프리드리히 뢰플러(Friedrich August Johannes Loeffler, 1852년 6월 24일 ~ 1915년 4월 9일)는 독일의 세균학자. 프랑크푸르트에서 출생하였으며 처음에는 군의관이었으나, 로버트 코흐를 알게 되어 그의 연구소에서 세균학을 전공하였다. 1884년 디프테리아 균과 독소를 발견함으로써 디프테리아의 치료와 예방에 이바지하였다. 그 밖에도 돼지의 단독, 쥐의 흑사병 병원균을 발견하였다. 또한 동물 바이러스로는 처음으로 구제역 바이러스를 발견하였다.

## 참고 문헌
- 이 문서에는 다음커뮤니케이션(현 카카오)에서 GFDL 또는 CC-SA 라이선스로 배포한 글로벌 세계대백과사전의 내용을 기초로 작성된 글이 포함되어 있습니다.